# Kajžar
Kajžar – wieś w Słowenii, w gminie Ormož. 1 stycznia 2018 liczyła 135 mieszkańców.